# PWRficient
A PWRficient a P.A. Semi (teljes nevén Palo Alto Semiconductor) amerikai félvezetőgyártó mikroprocesszorsorozata, amelyben az egyetlen ténylegesen megvalósult termék a PA6T-1682M jelű kétmagos PowerPC processzor. A processzornak egymagos változata is volt, a 13xxM jelű.
A PWRficient processzorok megfelelnek a 64 bites Power utasításkészlet-architektúra szabványainak, és nagy teljesítményre és extrém energiahatékonyságra tervezték őket. A processzorok nagymértékben modulárisak, és többmagos egylapkás rendszerekbe (SoC) építhetők, egyetlen processzorlapkán kombinálva a CPU, a northbridge és a southbridge funkcionalitását.

## Részletek
A PA6T a P.A. Semi első és egyetlen processzormagja, amely két különböző termékvonalban is megjelent, ezek a 16xxM kétmagos és a 13xxM/E sorozatú egymagos processzortípusok. A PA6T termékvonalak a másodlagos gyorsítótár méretében, valamint a memóriavezérlők, kommunikációs funkciók, és kriptográfiai funkciók tekintetében különböztek egymástól. A P.A. Semi 16 magos processzort is tervezett, amely nem jelent meg.
A PA6T egy Power ISA típusú, az alapoktól kezdve teljesen új tervezésű processzormag. Ez volt az első olyan Power architektúrájú mag, amit az AIM szövetség működésének utolsó évtizedében a szövetség berkein kívül terveztek. (Az AIM az IBM, Motorola, Freescale és Apple Inc. által alkotott fejlesztési társulás, melynek célja a Power utasításkészlet-architektúrán alapuló hardverplatform kifejlesztése és támogatása volt.) Mivel a Texas Instruments akkoriban a P.A. Semi befektetője volt, a jelek szerint a TI gyártóüzemei gyártották a PWRficient processzorokat.
A PWRficient processzorokat kezdetben kiválasztott ügyfeleknek szállították 2007 februárjában, és 2007 negyedik negyedévében kerültek forgalomba világszerte.
Az Apple 2008 áprilisában felvásárolta a P.A. Semit, és ezzel együtt meg is szüntette a PWRficient architektúrájú processzorok fejlesztését. Ugyanakkor a belátható jövőben továbbra is gyártja, értékesíti és támogatja ezeket az alkatrészeket az Amerikai kormánnyal kötött, bizonyos katonai alkalmazásokra vonatkozó megállapodás miatt.
A P.A. Semi PWRficient egyes komponenseit később integrálták az Apple mobil alkalmazásprocesszorokba.

## Megvalósítás
A PWRficient processzorok három alapvető részből állnak:

### CPU
PA6T
- szuperskalár, sorrendtől eltérő (out-of-order) 32/64 bites Power utasításkészlet-architektúrájú processzormag
- megfelel a Power ISA v.2.04 szabványnak
- növekvő vagy csökkenő bájtsorrendű (little-endian vagy big-endian) működés
- 64/64 KiB L1 utasítás- és adat-gyorsítótárak, 32 GiB/s sávszélesség
- hat végrehajtó egység, köztük egy kétszeres pontosságú FPU és egy AltiVec egység
- hypervisor és virtualizáció támogatása
- fogyasztása legfeljebb 7 W 2 GHz-en
- 11 millió tranzisztor, 10 mm2 lapkafelület, 65 nm-es gyártási folyamattal készült

### Memóriarendszer
CONEXIUM
- méretezhető crossbar összeköttetés
- 1–8 SMP mag
- 1–2 másodlagos gyorsítótár, 512 KiB – 8 MiB méretben, 16 GiB/s sávszélesség
- 1–4 1067 MHz DDR2 memóriavezérlő, 16 GiB/s sávszélességgel,
- 64 GiB/s maximális sávszélesség
- MOESI gyorsítótár-konzisztencia protokoll megvalósítás

### I/O
ENVOI
- központi DMA vezérlő, 32 GiB/s sávszélesség
- 16–64 SerDes sáv, nagysebességű soros átvitelekhez
- XAUI hálózati interfész
- PCI Express
- SGMII
- tehermentesítő motor a kriptográfiához, a RAID és TCP kezelésére

## Alkalmazása
- A Curtiss-Wright az 1682M processzort saját jelfeldolgozó rendszereiben alkalmazta.[11]
- A Mercury Computer Systems az 1682M processzort jel- és képfeldolgozó rendszereiben alkalmazta.[12]
- A NEC az 1682M processzor felhasználását tervezte tárolórendszereiben.[13]
- Az AmigaOne X1000 központi egysége az 1682M processzor.[14]

## Fordítás
Ez a szócikk részben vagy egészben  a   PWRficient című angol Wikipédia-szócikk ezen változatának fordításán alapul.  Az eredeti cikk szerkesztőit annak laptörténete sorolja fel. Ez a jelzés csupán a megfogalmazás eredetét és a szerzői jogokat jelzi, nem szolgál a cikkben szereplő információk forrásmegjelöléseként.